# Кінець світу (фільм, 1931)
«Кінець світу» (фр. La Fin du monde) — французький фантастичний фільм-драма 1931 року, перша звукова режисерська робота Абеля Ґанса знята за мотивами однойменного фантастичного роману Каміля Фламмаріона, опублікованого у 1894 році.

## Сюжет
У церкві йде театральна постановка розп'яття Христа. Його роль грає Жан Новалик — письменник, поет, провидець, чий брат Марсіаль, лауреат Нобелівської премії, вирушає в обсерваторію Пік-дю-Міді продовжувати астрономічні дослідження. Обоє закохані в Женев'єву де Мюрсі, але Жан переконаний, що його доля — страждання, і хоче пожертвувати собою заради брата та поступитися йому жінкою. Марсіаль відмовляється від цієї пожертви. Батько Женев'єви, учений і суперник Марсіаля, хоче видати дочку за Шомбурга, кар'єриста, що розбагатів на біржових іграх. Шомбург влаштовує вечірку на честь Женев'єви і під завісу опановує її силою.
Жан намагається захистити дівчинку від побоїв батьків, але ті несправедливо звинувачують його, й за ним женеться натовп. Кинутий кимось камінь потрапляє йому в лоб; декілька днів Жан знаходиться на межі божевілля. Марсіаль дізнається, що комета, яка розмірами перевищує у сім разів діаметр Землі, невідворотно зіткнеться з нашою планетою через 114 днів. Він говорить про це братові, який вигукує: «Я знав!». Жан складає заповіт і перед смертю просить Марсіаля і Женев'єву, що повернулася до нього, скористатися цим лихом, щоб навчити людей краще розуміти та любити один одного.
Планеті загрожує війна, і Марсіаль просить головного редактора великої газети опублікувати новину про невідворотне наближення комети. Він вступає в союз з біржовиком Верстером і домовляється, що той гратиме на пониження й боротиметься із спекуляціями Шомбурга, що робить ставки на війну. Женев'єва, швидко втомившись від боротьби за благо людства, хоче просто жити. Вона повертається до Шомбурга, який готує замах на Марсіаля і хоче перешкодити йому звернутися до народу по радіо з Ейфелевої вежі із закликом проти мобілізації. Він гине в кабіні ліфта, кабель якого Марсіаль підрізував газовим пальником. Марсіаль не знав, що в цій кабіні була і Женев'єва.
Марсіаль скликає Всесвітні Генеральні Штати. У цей час люди усієї Землі тремтять від страху або моляться. За 32 години до зіткнення з кометою багато хто намагається забути про неї, п'ють, танцюють і влаштовують велетенські оргії. Марсіаль проголошує Вселенську Республіку для тих, кому вдасться вижити.

## У ролях
| • Абель Ґанс            | … | Жан Новалик        |
| • Колетт Дарфей         | … | Женев'єва де Мюрсі |
| • Сільвія Гренад        | … | Ізабель де Мюрсі   |
| • Жанна Бріндо          | … | мадам Новалик      |
| • Самсон Фенсільбер     | … | Шомбург            |
| • Жорж Колен            | … | Верстер            |
| • Жан д'Ід              | … | Мюрсі              |
| • Віктор Франсен        | … | Марсіаль Новалик   |
| • Мажор Ейтнер          | … | лікар              |
| • Олександр Вертинський |   |                    |

## Знімальна група
- Автор сценарію — Жан Буає, Абель Ґанс, Г.С. Крафт
- Режисер-постановник — Абель Ґанс
- Продюсер — К. Іванофф
- Оператори — Моріс Форстер, Роже Юбер, Жуль Крюжер, Ніколя Рудакофф
- Композитори — Артур Онеґґер, Морис Мартено, Мішель Мішле, Р. Сіохан, Владимир Зедербаум
- Монтаж — мадам Брюер, мадам Маргаріт
- Артдиректори — Сесар Лакка, Лазар Меєрсон, Жан Перр'є, Вальтер Руттманн
- Звукорежисер — Роберт Боудойн

## Навколо фільму
Початкова тривалість фільму (3 години) була скорочена на третину перед урочистим показом в «Опері» в січні 1931 року, і в наші дні від «Кінця світу» залишилася тільки 105-хвилинна версія.